# Чудовище из Проклятой пещеры
«Чудовище из Проклятой пещеры» (Beast from Haunted Cave) — американский фильм ужасов 1959 года, дебютная работа режиссёра Монте Хеллмана.
Фильм снимался в Южной Дакоте одновременно с «Атакой горнолыжной бригады». Он повествует о грабителях, убегающих от гигантского паукообразного чудовища. Вышел на экраны в 1959 году рамках двойного показа вместе с фильмом «Женщина-оса».

## Сюжет
На горнолыжный курорт, хозяином которого является Джил Джексон (Майкл Форест), прибывает банда грабителей: главарь Александр Уорд (Франк Вольф), его любовница Буле по прозвищу Цыганка и двое подручных — Марти Джонс (Ричард Синатра) и Байрон Смит (Уолли Кампо). Их план состоит в том, чтобы ограбить золотодобывающую компанию, взорвав проход в шахте.
Марти Джонс вместе с барменшей Натали спускается в шахту для закладки взрывчатки. Там на Натали нападает чудовище и убивает её. На следующий день бандиты успешно совершают ограбление и направляются в расположенный в горах домик Джексона. Пока банда ожидает прибытия самолёта, Джексон начинает понимать, кем на самом деле являются его гости, и в него влюбляется Цыганка. На них нападает чудовище. Джексону и Цыганке удаётся уйти и спрятаться в пещере, где они обнаруживают покрытые паутиной тела троих человек, включая Натали. В пещеру приходят Уорд и Джонс. Чудовище убивает Уорда, затем Джонса, но тот успевает выстрелить в него из сигнального пистолета. Выжившие Джексон и Цыганка наблюдают за гибелью чудовища.

## В ролях
| Актёр           | Роль            |
| --------------- | --------------- |
| Майкл Форест    | Джил Джексон    |
| Шейла Нунан     | Цыганка Буле    |
| Франк Вольф     | Александр Уорд  |
| Ричард Синатра  | Марти Джонс     |
| Уолли Кампо     | Байрон Смит     |
| Линне Альстранд | Натали барменша |
| Крис Робинсон   | чудовище        |

## Работа над фильмом
Для «Чудовища из Проклятой пещеры» Чарльз Гриффит переработал свой предыдущий сценарий к фильму «Обнажённый рай». Третья версия того же сценария была использована в комедийном фильме ужасов «Существо из моря призраков».
Фильм стал режиссёрским дебютом для Монте Хеллмана. После работы над ним Хеллман принял решение никогда не возвращаться к театру, и окончательно выбрать профессию кинематографиста.
Съёмки фильма проходили в горном массиве Блэк-Хилс,. Для сцен в пещере использовалась заброшенная шахта, в которой актёрам пришлось понервничать — потолок периодически начинал осыпаться из-за сильной реверберации при съёмке сцен со стрельбой.
В 1962 году Роджеру Корману понадобилось увеличить хронометраж нескольких фильмов для их продажи телекомпании. Съёмка дополнительного материала к «Чудовищу из Проклятой пещеры» и ещё трёх фильмов была поручена Монте Хеллману. Эти сцены были сняты в калифорнийском городке Маммот Лейкс. Версия фильма с дополнительным хронометражом общей длительностью около шести с половиной минут доступна на DVD, выпущенном компанией Synapse Films.

## Критика
Кинокритик Леонард Малтин оценил фильм в 2 балла из 4-х, назвав его ремейком снятого Корманом два года назад «Обнажённого рая» с добавлением чудовища.